# Лаврентьев, Михаил Алексеевич
Михаи́л Алексе́евич Лавре́нтьев (6 [19] ноября 1900, Казань, Российская империя — 15 октября 1980, Москва, СССР) — советский математик и механик, основатель Сибирского отделения АН СССР (СО АН СССР) и Новосибирского Академгородка, академик АН УССР (1939), академик АН СССР (1946) и вице-президент (1957—1976) АН СССР. Кандидат в члены ЦК КПСС (1961—1976). Герой Социалистического Труда (1967), лауреат Ленинской премии.

## Биография
Родился в 1900 году в Казани в семье преподавателя математики технического учебного заведения, позже — профессора механики сначала Казанского, затем Московского университета, Алексея Лаврентьевича Лаврентьева (1876—1953). Мама — Анисия Михайловна (1863—1953).
В 1910—1911 годах вместе с отцом находился в Гёттингене (Германия), где начал посещать среднюю школу. Среднее образование получил в Казанском коммерческом училище, в 1918 году поступил в Казанский университет, а в 1921 году перевёлся на физико-математический факультет Московского университета, который окончил в 1922 году. Был оставлен в аспирантуре: в 1923—1926 — аспирант Н. Н. Лузина. В 1927 году защитил диссертацию на соискание учёной степени кандидата физико-математических наук и был командирован на полгода во Францию для научного совершенствования.
По возвращении в Москву в конце 1927 года избран приват-доцентом МГУ и членом Московского математического общества. Начал читать в МГУ курс по теории конформных отображений (преобразований пространства, сохраняющих величину углов).
В 1921—1929 годах преподавал в Московском высшем техническом училище.
С 1929 года стал заведовать кафедрой и получил звание профессора Московского химико-технологического института. Одновременно в 1929—1935 годах по приглашению С. А. Чаплыгина работал старшим инженером Центрального аэрогидродинамического института имени Н. Е. Жуковского (ЦАГИ). В круг интересов Лаврентьева и его группы входили такие разделы гидроаэродинамики, как теория колеблющегося крыла, движение крыла под поверхностью тяжёлой жидкости, удар твёрдого тела о воду, построение потока, обтекающего дугу заданной формы, и ряд других.
С 1931 года — профессор МГУ. Без защиты диссертации (по совокупности научных работ) в 1934 году ему была присуждена учёная степень доктора технических наук, а в 1935 году — доктора физико-математических наук.
После образования в 1933 году механико-математического факультета МГУ М. А. Лаврентьев стал заведующим одной из двух организованных на этом факультете кафедр математического анализа. В 1935 году из двух кафедр математического анализа были образованы три кафедры: кафедра дифференциальных уравнений, кафедра функционального анализа и кафедра анализа и теории функций, заведующим которой стал М. А. Лаврентьев (до 1938 года).
С 1934 года — научный сотрудник (учёный специалист) Математического института имени В. А. Стеклова; возглавил в нём отдел теории функций.
Смог избежать участия в политическом «деле Лузина» (1936).
С 1939 года работал в Академии наук УССР, куда был приглашён её президентом А. А. Богомольцем, придававшим особое значение математике как основе точных наук. В 1939—1941 годы и 1945—1948 годы — директор Института математики Академии наук УССР в Киеве, а также профессор физико-математического факультета Киевского государственного университета (до 1941 года, затем — в период 1945—1948 годы).
В Киеве продолжал свои исследования в области теории функций, которые привели к созданию новой главы теории функций — теории квазиконформных отображений с её приложениями к газовой динамике и к другим разделам механики сплошных сред. В данной области он создал на Украине школу своих учеников — математиков и механиков Киева.
Во время Великой Отечественной войны много работал в области приложений математики и механики к оборонным вопросам техники и народного хозяйства. Во время эвакуации основного состава Академии наук УССР в Уфу изучал действие на преграду металлического стержня, движущегося с большой скоростью вдоль своей оси. Этим предвосхищается, в сущности, идея кумулятивного действия взрыва, теорией которого М. А. Лаврентьев вплотную занялся несколько позже (в 1944 году). В 1946 году Лаврентьев предложил оригинальную гидродинамическую трактовку явления кумуляции, в соответствии с которой при огромных давлениях, возникающих в момент взрыва, металл можно рассматривать как идеальную несжимаемую жидкость; после этого, используя уравнения гидродинамики, можно было рассчитать динамику струи металла и вычислить пробивной эффект. За работы в области кумуляции Лаврентьев был в 1949 году удостоен Сталинской премии.
Лаврентьев и его ученики много внимания уделяли также изучению устойчивости движения твёрдых тел с жидким наполнением с приложением к задачам артиллерии.
На посту вице-президента АН УССР внёс значительный вклад в восстановление научной работы институтов АН УССР после Великой Отечественной войны. Будучи депутатом Верховного Совета УССР, он беспокоился о восстановлении Донбасса, об улучшении работы научных учреждений Украины.
С 1948 года снова работает в МГУ. В 1948—1951 годах М. А. Лаврентьев был заведующим кафедрой математики физико-технического факультета МГУ. В 1951 году этот факультет был расформирован, но воссоздан уже в качестве самостоятельного вуза — Московского физико-технического института (МФТИ). Лаврентьев активно участвовал в становлении МФТИ и основал в нём специализацию по теории взрывов, а в 1955—1958 гг. заведовал кафедрой физики быстропротекающих процессов МФТИ. В 1950 году он был избран директором Института точной механики и вычислительной техники (создан в 1948 году; здесь в кратчайшие сроки были разработаны первые образцы советских электронных счётных машин).
В 1953—1955 годы — заместитель научного руководителя КБ-11 (Ядерный центр в Арзамасе-16); в 1955 году подписал «Письмо трёхсот».
Вошёл в Первоначальный состав Национального комитета СССР по теоретической и прикладной механике (1956).
Один из главных организаторов Сибирского отделения Российской академии наук (в то время Академии наук СССР). 18 мая 1957 года было принято решение о создании Сибирского отделения АН СССР, и его председателем стал М. А. Лаврентьев. Он возглавлял его до 25 ноября 1975 года. 
В 1959 году возглавлял экспедицию на Карское море (для практических испытаний в районе устья реки Енисей шнуровых зарядов, разработанных для подрыва скоплений льда, возникающих при ледоходе на реках).
С 1960 года читал лекции в Новосибирском государственном университете.
С 1975 года вновь работал в Москве, возглавлял Российский национальный комитет по теоретической и прикладной механике.
Скончался 15 октября 1980 года в Москве. Похоронен на Южном (Чербузинском) кладбище в Новосибирске.

## Семья
- Жена (с 1928 года) — Вера Евгеньевна Лаврентьева (урожд. Данчакова, 1902—1995), биолог, выпускница Колумбийского университета США. Дочь В. М. Данчаковой[20].
  - Сын — Михаил (1932—2010) — академик РАН, учёный-математик.
  - Дочь — Вера (1936—?),
    - зять — В. М. Кузнецов.

## Память
В честь М. А. Лаврентьева названы:
- Улица Академика Лаврентьева в Долгопрудном (Московская область) и улица в Казани.
- Проспект Академика Лаврентьева в Новосибирске, где установлен его бронзовый бюст.
- Институт гидродинамики им. М. А. Лаврентьева СО РАН.
- Физико-математическая школа при НГУ, аудитория НГУ и лицей № 130.
- Научно-исследовательское судно «Академик Лаврентьев».
- Горные пики на Памире и Алтае.
- На здании Института гидродинамики в честь М. А. Лаврентьева установлена мемориальная доска. Центром малых планет присвоено название Лаврентина планете № 7322 (в честь академиков Михаила Алексеевича и Михаила Михайловича Лаврентьевых).
- Бюст Михаила Лаврентьева установлен в 2022 году на территории Новосибирского высшего военного командного ордена Жукова училища[21].
- Почётный житель Новосибирска[22].

## Научные интересы
Один из крупнейших специалистов в области теории функций комплексного переменного, вариационного анализа и математической физики. Он был не только учёным с мировым именем, но и выдающимся организатором науки, педагогом и воспитателем молодёжи.
Им были получены блестящие результаты в математике и механике, многое сделано для развития советского самолётостроения. Он участвовал в работах по созданию отечественного атомного оружия, основал школу по народнохозяйственному использованию взрыва, стоял у истоков разработки первых советских ЭВМ, участвовал в организации Московского физико-технического института — вуза нового типа. Но главное дело жизни М. А. Лаврентьева — создание нового научного центра на востоке страны. Эта идея, выдвинутая им вместе с академиками С. Л. Соболевым и С. А. Христиановичем, получила широкую поддержку учёных и правительства страны.

## Личность и общественная позиция
Из воспоминаний М. П. Гавриленко (жена И. С. Алекскеева):

Существенное воздействие на жизнь городка первых лет оказывала личность М. А. Лаврентьева. Высокий, сутулый, любитель выпить и матершинник. Он не был чисто академическим ученым, любил эксперимент, поле. Страшно не любил всякие формальные заседания, советы и пр. <…>
М. А. Лаврентьев встречался со студентами НГУ по поводу не то сессии Верховного Совета, не то съезда партии, на котором был. Сказал примерно следующее: «Что можно сказать, вы и без меня прочитаете в газетах, что нельзя — я сказать не могу. Давайте лучше поговорим, как учиться в университете. Вот Пуанкаре учился в навигационной школе. Сдал 22 дисциплины: 11 математик, остальные специальные, навигационные. Первые у него шли хорошо, вторые — нет. Совет школы принял решение простить Пуанкаре навигационные дисциплины. Может быть простить и у нас в НГУ кое-какие предметы». И вся аудитория восторженно завопила: «Историю КПСС!» Студентов мучили этим предметом.

Из воспоминаний Сергея Хрущёва:

Не сошлись Лаврентьев с отцом и в споре вокруг строительства Байкальского целлюлозно-бумажного комбината. Отец поддерживал стройку — стране нужны были дешевые целлюлоза и бумага. Об экологии в то время серьезно не задумывались, считали, что природа справится с любыми отходами. В том, что природа не всесильна и даже смертна, в стране отдавали себе отчет единицы, в том числе и Лаврентьев. Он пошел к Хрущеву, но понимания не встретил.

Из воспоминаний кинорежиссера Раисы Ерназаровой:

В последние годы жизни академик был в опале, и во время пребывания в Новосибирске ему постоянно приходилось преодолевать сопротивление обкома партии.

## Основные труды
- Основы вариационного исчисления… / М. Лаврентьев, Л. Люстерник. — М.-Л.: Онти, 1935;
- Курс вариационного исчисления / М. А. Лаврентьев, Л. А. Люстерник. — М.-Л.: ГОНТИ, 1938;
- Вариационный метод в краевых задачах для систем уравнений эллиптического типа. М., 1962;
- Лаврентьев М. А., Шабат Б. В.  Методы теории функций комплексного переменного. — Издание 3-е. — М.: Наука, 1965.
  - Лаврентьев М. А., Шабат Б. В. Методы теории функций комплексного переменного. — Издание 4-е. — М.: Наука, 1973.
  - Лаврентьев М. А., Шабат Б. В. Методы теории функций комплексного переменного. — Издание 5-е, исправленное. — М.: Наука, 1987. — 688 с.
- Лаврентьев М. А., Шабат Б. В. Проблемы гидродинамики и их математические модели. — М.: Наука, 1973. — 416 с.
- Лаврентьев М. А. Наука. Технический прогресс. Кадры: Сб. статей и выступлений. 1957—1979 гг. / Ред. Г. И. Марчук; сост. Н. А. Притвиц. Новосибирск: Наука, 1980. 88 c.
- …Прирастать будет Сибирью. М., 1980.[27]
  - Лаврентьев М. А. …Прирастать будет Сибирью / Сиб. отд-ние АН СССР; лит. запись Н. А. Притвиц. 2-е изд. М.: Молодая гвардия, 1982. 175 с. (Эврика)
- Lavrent'ev M. A.  Variational Methods for Boundary Value Problems: for Systems of Elliptic Equations. — Reprint. — USA: Dover Publications, 2006. — 160 p. — ISBN 0486450783, 978-0486450780.

## Звания и награды
- Герой Социалистического Труда (29.04.1967) — за выдающиеся заслуги в развитии науки и организации Сибирского отделения АН СССР
- 5 орденов Ленина (19.09.1953; 01.06.1956; 16.11.1960; 29.04.1967; 17.09.1975)
- орден Октябрьской Революции (18.11.1970)
- Орден Отечественной войны 2-й степени (01.10.1944)
- 4 ордена Трудового Красного Знамени (10.06.1945; 23.01.1948; 04.01.1954; 20.04.1956)
- орден Почётного легиона степени Командор — 1971 — высшая награда Франции
- орден «Кирилл и Мефодий» 1-й степени (Болгария, 1969)
- Ленинская премия (1958) — за работы по созданию артиллерийского атомного заряда[28]
- Сталинская премия первой степени (1946) — за разработку вариационно-геометрического метода решения нелинейных задач в теории дифференциальных уравнений с частными производными, имеющего важное значение для гидромеханики и аэромеханики, изложенного в статьях: «О некоторых свойствах однолистных функций с приложениями к теории струй», «К теории квази-конформных отображений», «О некоторых приближённых формулах в задаче Дирихле», «К теории длинных волн» (1938—1943)[29]
- Сталинская премия первой степени (1949) — за теоретические исследования в области гидродинамики (1948)
- Большая золотая медаль имени М. В. Ломоносова — 1977 — за выдающиеся достижения в области математики и механики
- Почётный гражданин города Новосибирска[30]
- Альпинист СССР (1962)[31]

### Членство в научных сообществах
- С 1957 года действительный член АН ЧССР
- C 1966 года почётный член АН НРБ
- C 1969 года член-корреспондент Германской АН в Берлине
- C 1971 года иностранный член Французской академии наук[32]
- В 1966—1970 годах вице-президент Международного математического союза